# Похождения красавца-драгуна
«Похождения красавца-драгуна» (чеш. Partie krasneho dragouna) — чехословацкая кинокомедия, снятая режиссёром Иржи Секвенсом на киностудии «Баррандов» в 1970 году. Снят по рассказу Иржи Марека.
Премьера фильма состоялась 24 декабря 1970 года.

## Сюжет
На загородной вилле убита состоятельная женщина. Комиссар полиции Здыханец из Праги сообщает о случившемся советнику полиции Вацатко, по приказу которого немедленно начинается расследование. Комиссар полиции начинает подозревать в преступлении ухаживающего за его дочерью, красавца-драгуна Руди Махачека. Сперва Руди откровенно заявляет о своих, совсем не криминальных склонностях — он соблазняет молодых неопытных девушек. Дочь полицейского комиссара Камилла тоже угодила в сети профессионального волокиты, и уже был намечен день свадьбы, как вдруг отец невесты обнаруживает «неопровержимые» доказательства виновности Руди. Во время отсутствия Махачека Здыханец обыскивает съемную комнату в квартире элегантной госпожи Драгиковой. Среди находок, песок, оставленный на сапогах Руди и приличная сумма денег на его прикроватной тумбочке, что убеждает комиссара полиции в том, что он идёт по правильному пути, особенно когда драгун отказывается ответить, где он был во время убийства.

## В ролях
- Йозеф Абргам — Руди Махачек, драгун (озвучивание — В. Ферапонтов)
- Ярослав Марван — Вацатко, советник полиции (озвучивание — С. Курилов)
- Владимир Меншик — Здыханец, комиссар полиции (озвучивание — Н. Граббе)
- Хельга Чочкова — Камилла (озвучивание — Н. Маслова)
- Йозеф Блага — инспектор Бружек (озвучивание — В. Балашов)
- Яна Брейхова — Магда Кралова
- Властимил Бродский —
- Квета Фиалова — Драгичова (озвучивание — Э. Некрасова)
- Йосеф Винкларж — инспектор Боуше (озвучивание — Г.Георгиу)
- Антония Гегерликова — Кралова
- Стелла Зазворкова — Здыхынцова (озвучивание — Е. Мельникова)
- Йозеф Кемр — Франк
- Вацлав Логниский
- Ярослав Моучка
- Вера Нерушилова
- Индржих Паначек — фотограф
- Нина Попеликова
- Ота Скленчка
- Йосеф Сомр
- Валтр Тауб
- Станислав Фишер
- Ладислав Потмешил — Соурек
- Сватоплук Складал — циркач
- Иржи Смутны — Груза
- Богумил Шмида — Млико
- Яна Шулцова — Яролимкова
- Богуслав Загорский — старик Костка
- Мила Мысликова — швея
- Кармен Майерова — Браунова
- Иржи Голый — циркач Зузанек
- Ева Фоусткова — Зузанкова
- Ярослав Цмирал — Мацек
- Йосеф Бек — певец
- Франтишек Голар — портье отеля